# Gołcza (plaats)
Gołcza is een dorp in het Poolse woiwodschap Klein-Polen, in het district Miechowski. De plaats maakt deel uit van de gemeente Gołcza en telt 484 inwoners.